# Человек, который смеётся
«Человек, который смеётся» (фр. L'Homme qui rit) — исторический роман Виктора Гюго, написанный в 1860-х годах.
Действие происходит в Англии конца XVII — начала XVIII века, главный герой романа — Гуинплен, ещё мальчиком умышленно изуродованный компрачикосами. По ходу действия главный герой, повторяя судьбу Золушки, из ярмарочного актёра становится пэром Англии.
Роман увидел свет в 1869 году и в том же году был переведён на русский язык.

## Сюжет
Точкой отсчёта в сюжете романа является 29 января 1690 года, когда с острова Портленд скрывается на корабле шайка компрачикосов. Они — торговцы детьми, превращающие тех в уродов на потеху публики. Ещё недавно их деятельность поощрялась обществом и правительствами, но теперь они объявлены преступниками и преследуются. На берегу остаётся брошенный компрачикосами ребёнок в возрасте десяти лет.
Преодолевая холод, смертельную опасность и страх, ребёнок спасает слепую девочку-младенца. Столкнувшись с человеческим равнодушием, он находит приют в повозке Урсуса, бродячего актёра, лекаря и философа.
В то же время корабль компрачикосов, застигнутый бурей, начинает тонуть. В качестве жеста покаяния они бросают в море бутылку с признанием в своих преступлениях.

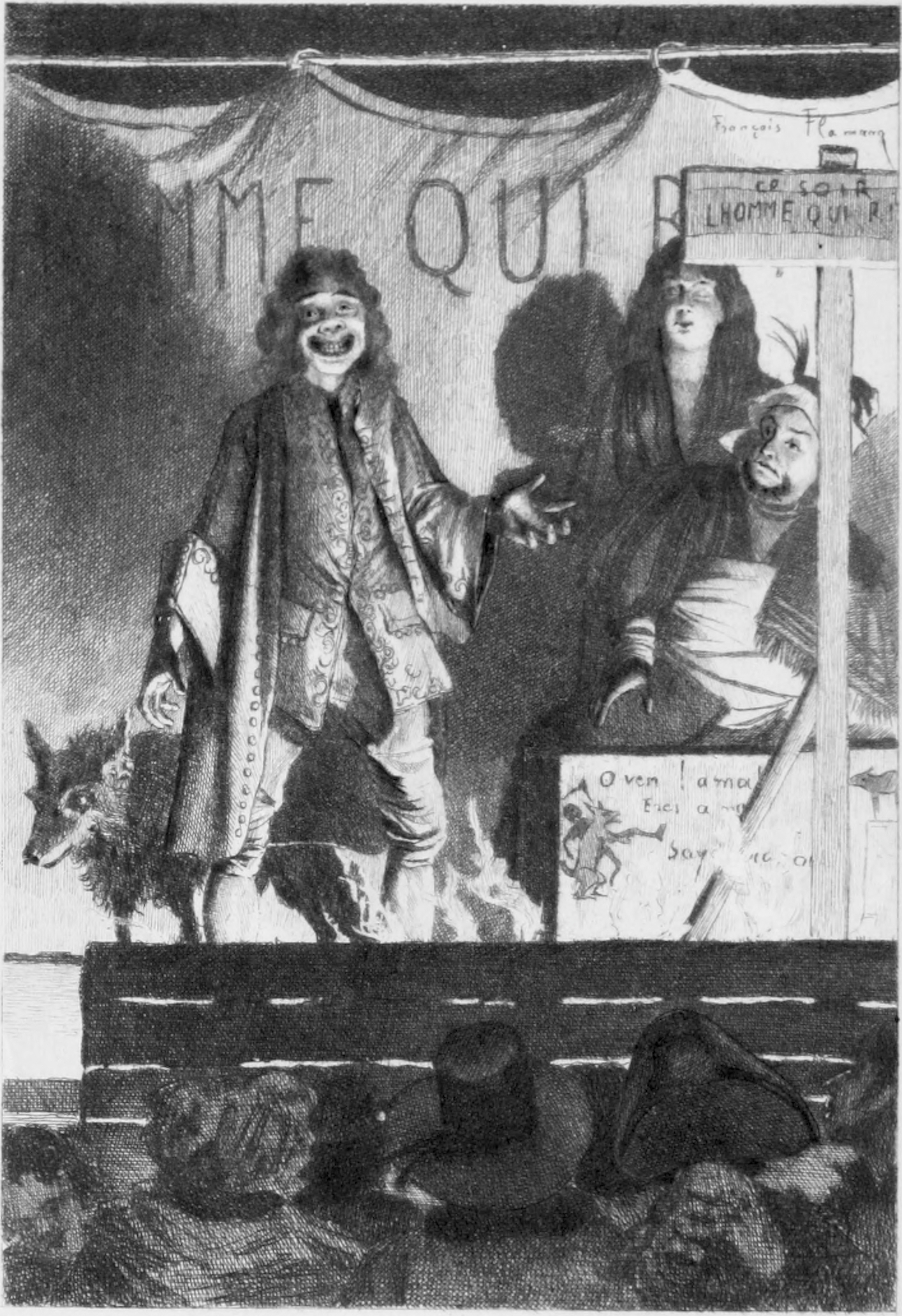
Фронтиспис первого американского издания (1869)

Спустя 15 лет, в 1705 году, постаревший Урсус является отцом и учителем для превратившейся в прекрасную девушку слепой Деи и подросшего Гуинплена. Изуродованное компрачикосами лицо последнего, со «ртом, открывающимся до ушей, ушами, загнутыми до самых глаз, бесформенным носом, и лицом, на которое нельзя было взглянуть без смеха», позволяет семье актёров-бродяг веселить непритязательную публику, зарабатывая на хлеб. Несмотря на своё уродство и насмешки толпы, Гуинплен счастлив и способен на сострадание к другим людям. Он и Дея влюблены друг в друга; Гюго подчёркивает чистоту и одухотворённость их любви, в которой нет ничего плотского.
Неожиданно Гуинплена замечает герцогиня Джозиана, пресыщенная и надменная красавица, чувственная женщина, не заводящая любовника лишь потому, что никого не могла признать достойным. Её притягивает его уродство, и она решает, что «король уродов», низший человек в мире, должен стать её любовником. Хотя Гуинплена впечатляет телесная красота герцогини, он не отвечает на её призыв.
Со временем выясняется, что главный герой — сын лорда, по приказу короля Иакова II лишённый титула и отданный в руки компрачикосов. Настоящее имя Гуинплена — Фермен Кленчарли, и ему по праву принадлежит титул, присвоенный его единокровным братом, пэром Дэвидом Дерри-Мойр Кленчарли. Вместе с титулом и поместьем к нему переходит и помолвка с невестой Дэвида, которой, волею судьбы, оказывается ветреная герцогиня Джозиана. Простодушный и добросердечный Гуинплен стремится поделиться со своим приёмным отцом новостью и деньгами, но ему всячески препятствует шпион и интриган Баркильфедро. Последний сообщает Урсусу, что Гуинплен мёртв, и приказывает актёру покинуть Англию.
В первый же день своей новой жизни Гуинплен сталкивается со множеством искушений, поначалу он упивается обретённым богатством и властью, позабыв на время о своих близких и почти уступив своей плотской страсти к Джозиане.
Неожиданно на церемонии посвящения в пэры Англии герой, считающий себя избранным самим Провидением посланцем от низов общества, выступает с пламенной речью, рассказывая о нищете и бесправии простого народа, в надежде достучаться до сердец власть имущих. Речь вызывает лишь насмешки лордов, и лишь повеса Дэвид, не раз скитавшийся инкогнито среди простолюдинов под видом матроса Том-Джим-Джека и под этим именем покровительствовавший Гуинплену, соглашается с его идеями. Однако Гуинплен в своём сумбурном спиче нечаянно задевает честь матери Дэвида и теперь должен биться на дуэли с недавно обретённым братом.
Разочарованный Гуинплен бежит из Лондона, надеясь повидать Дею, но с огорчением узнаёт, что Урсус продал свой возок и исчез. Почувствовав, что, увлёкшись ложными ценностями, он потерял самое дорогое в жизни, юноша желает покончить жизнь самоубийством, но в последний момент встречает Гомо — ручного волка Урсуса. С помощью него он находит Урсуса и Дею, но больное сердце девушки не выносит тоски по любимому, а вслед за тем — потрясения от его внезапного возвращения. Дея умирает, и потрясённый юноша с горя бросается в воду.

## Романтизм или реализм?
Советские литературоведы часто рассуждали на предмет того, относить роман Гюго всецело к романтизму или же к произведениям, переходным от романтизма к критическому реализму. Так, М. Яхонтова называет роман Гюго реалистическим произведением с элементами романтизма. В литературоведении XIX века преобладала мысль о доминировании именно романтического начала. В качестве аргументов приводились образы главных персонажей романа, которые виделись носителями качеств, свойственных романтическому герою (стремление к свободе, выраженность нравственных начал и др.).
Базовая ситуация романа — необычный герой в необычных обстоятельствах — типична для романтизма, однако некоторые черты (например, демонстрация социальной природы конфликтов в романе) сближают его с литературой более реалистического направления, в частности, с Диккенсом. Описывая жестокость политической системы и аристократической элиты, противопоставляя им высокие нравственные качества народа, Гюго развивает свойственный романтизму топос истории человечества как вечного противостояния между добрым и злым началом в человеческих душах и в мире. Поэтика романа основана на романтическом контрасте, Гюго часто прибегает к гротеску.
При работе над романом Гюго волновали вопросы о судьбе детей, особенно потерявших родителей, и о месте знати в обществе. Он даже говорил, что книгу следовало бы озаглавить «Аристократия». В кульминационной речи Гуинплена в палате лордов герой выступает от имени всего народа. «Аристократия корчится в предсмертных судорогах, народ Англии растёт», — писал Гюго. Некоторые авторы видят перекличку между идеологией романа Гюго и рассуждениями Достоевского о слезинке ребёнка.

## Экранизации
- Человек, который смеётся / The Man Who Laughs / 1928 год. Немое кино. Страна: США. Режиссёр: Пол Лени. Продолжительность 1 ч 51 мин. В ролях: Конрад Фейдт, Ольга Бакланова, Мэри Филбин, Чезаре Гравина. Классическая концовка романа в фильме заменена хэппи-эндом.
- Человек, который смеётся / L’Uomo che ride / 1966 год. Страна: Италия, Франция. Режиссёр: Серджо Корбуччи. Продолжительность 88 мин.
- Человек, который смеётся / L’homme qui rit / 1971 год. Телефильм. Страна: Франция. Режиссёр: Жан Кершброн (Jean Kerchbron). Продолжительность: 3 ч 53 мин. В ролях: Урсус — Ксавье Депра (Xavier Depraz), Гуинплен — Филипп Букле (Philippe Bouclet), Дея — Дельфина Дезье (Delphine Desyeux), Джозиана — Жюльетта Вийяр (Juliette Villard), Лорд Дэвид — Жорж Маршаль (Georges Marchal), Баркильфедро — Филипп Клей (Philippe Clay).
- Человек, который смеётся / L’homme qui rit / 2012 год, Страна: Франция. Режиссёр: Жан-Пьерр Амери. Премьера: 19 декабря 2012.

## Театр

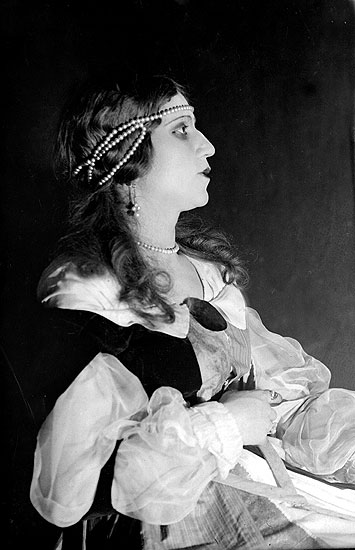
Азербайджанская актриса Марзия Давудова в роли герцогини Джозианы (1929—1930)

- «Лунный свет», пьеса, написанная Бланш Олрикс (под её мужским псевдонимом Майкл Стрэндж), по которой с апреля по июнь 1921 года в Бродвее было представлено 64 спектакля. Мужем в это время был актер Джон Бэрримор, который согласился сыграть Гуинплена и убедил свою сестру Этель Бэрримор изобразить королеву Анну.
- В 2005 году театральная труппа «Украденный стул» воссоздала эту историю как «немой фильм для сцены»[6]. Это в равной степени опиралось на роман Гюго, голливудский немой фильм 1927 года, а также на творческие умы «Украденного стула». Совместно созданная адаптация «Украденный стул» была поставлена как живой немой фильм со стилизованными движениями, оригинальным музыкальным сопровождением и проецируемыми титрами. Гуинплена сыграл Джон Кэмпбелл, включая актёрский состав[прояснить]. Он играл в Нью-Йорке, был опубликован[кто?] в книге «Игра с канонами»[7] и был возрождён в 2013 году той же компанией[8].
- В 2006 году по сюжету был снят мюзикл Александра Тюменцева (композитор) и Татьяны Зирьяновой (русский текст)[9], под названием «Человек, который смеётся», исполненный в музыкальном театре «Седьмое утро» 6 ноября 2006 года[10].
- В 2013 году ещё одна музыкальная версия в Хэмптон-Роудс, штат Вирджиния, представляла собой смесь еврейских, цыганских и русских песенных стилей.
- В 2016 году музыкальная адаптация под названием «Человек, который смеётся» открылась в Бристольском Олд Вик, после чего с декабря 2017 года её перевели в Trafalgar Studios в лондонском Вест-Энде, затем в 2024 году в Мельбурне состоялась в Alex Theaters St Kilda эта постановка, сочетавшая в себе элементы постановок Бристоля и Вест-Энда. В 2022 году в московском Дворце на Яузе в ином режиссерском и художественном воплощении версии истории Гуинплена проявилась эта музыкальная адаптация[11]. В 2023 году мюзикл и режиссёр были выдвинуты на наивысшую национальную театральную премию «Золотая маска», постановка попала в десятку «лучших музыкальных спектаклей» зрительской премии «Звезда театрала».
- В 2018 году в Южной Корее дебютировала музыкальная адаптация, написанная Фрэнком Уайлдхорном с участием Пак Хё Шин, EXO Сухо и Кан Хён Пак. Он[кто?] получил три награды, в том числе лучший мюзикл на Korean Musical Awards 2019. Он[кто?] был возрождён в 2020 году, когда Сухо (получивший награду за роль Гуинплена) и Кан Хён Пак вернулись к главной роли, к ним присоединились участники Super Junior Кюхён.

## Опера
- В 2023 году русско-канадский композитор Айрат Ишмуратов написал оперу «Человек, который смеётся» на либретто на французском языке поэта Бертранда Лавердю по одноимённому роману Виктора Гюго. Премьера состоялась 31 мая 2023 года в Монреале, Канада[12][13][14]

## Комиксы
- В мае 1950 года издательство Gilberton выпустило адаптацию комиксов «Человек, который смеётся» в рамках своей престижной серии «Classics Illustrated». В этой адаптации использованы иллюстрации Алекса Блюма, большая часть которых очень напоминает фильм 1928 года (включая анахроничное колесо обозрения). Гуинплен изображен красивым молодым человеком, вполне нормальным, за исключением двух заметных складок по бокам его рта. Поскольку этот комикс предназначался для несовершеннолетних читателей, возможно, это было намеренное редакционное решение свести к минимуму проявление уродства Гуинплена. Переработанное издание Classics Illustrated с более точным сценарием Альфреда Сандела, раскрашенной обложкой и новым внутренним оформлением Нормана Ноделя было выпущено весной 1962 года. На работах Ноделя Гуинплен был изображен гораздо более изуродованным, чем внешний вид персонажа в фильме 1928 года или в издании Classics Illustrated 1950 года.
- Другая версия 1950-х годов, написанная Клодом-Анри Жюйаром, была опубликована в газете Ce soir[15].
- Версия комикса была создана испанским художником Фернандо де Фелипе в 1992 году и опубликована S. I. Artists и переиздан журналом «Heavy Metal» в 1994 году. Эта адаптация была предназначена для взрослой аудитории и в ней больше внимания уделяется ужасающим элементам истории. Де Фелипе упростил и позволил себе некоторую вольность в сюжетной линии Гюго. Его рендеринг подчеркивал гротеск Гюго и исключал элементы возвышенного, которые были столь же важны в оригинале.
- С 2003 по 2011 год адаптация, созданная Жаном Дэвидом Морваном (сценарий) и Николя Делестре (рисунки), была опубликована в четырех томах издательством Éditions Delcourt[16].
- Версия этой истории в комиксах была опубликована издательством Self Made Hero в 2013 году с участием писателя Дэвида Хайна и художника Марка Стаффорда.

## Пародия
Марк Твен написал пародию на «Человек, который смеётся», в которой попытался провести параллели между Гуинпленом и Эндрю Джонсоном.